# Клюково-Кольонія
Клюково-Кольонія (пол. Klukowo-Kolonia) — село в Польщі, у гміні Клюково Високомазовецького повіту Підляського воєводства.
Населення — 87 осіб (2011).
У 1975-1998 роках село належало до Ломжинського воєводства.

## Демографія
Демографічна структура станом на 31 березня 2011 року:
|          | Загалом | Допрацездатний вік | Працездатний вік | Постпрацездатний вік |
| -------- | ------- | ------------------ | ---------------- | -------------------- |
| Чоловіки | 46      | 13                 | 28               | 5                    |
| Жінки    | 41      | 13                 | 19               | 9                    |
| Разом    | 87      | 26                 | 47               | 14                   |